# Parkland (Washington)
Parkland ist ein census-designated place (CDP) im Pierce County im US-Bundesstaat Washington. Die Einwohnerzahl betrug zum United States Census 2000 24.053 und wuchs bis zum United States Census 2010 auf 35.803 Personen. Als gemeindefreies Gebiet bildet Parkland eine Vorstadt von Tacoma und ist der Sitz der Pacific Lutheran University.
Parkland liegt acht Meilen (12,8 km) südlich von Tacoma an der Hauptstrecke zum nahen Mt. Rainier. Seinen Namen erhielt es von frühen weißen Siedlern, welche die riesigen Oregon-Eichen, die blauen Lilienblüten der Prärie und die vielen mäandernden Bäche tatsächlich an eine Parklandschaft erinnerte. Amerikaner norwegischer Abstammung aus dem Mittleren Westen wählten den Ort 1890 als Sitz für ihr neues College, das heute die Pacific Lutheran University ist, die Heimstatt für 3.500 Vollzeit-Studenten und für die Lutheraner.

## Geographie
Nach dem United States Census Bureau nimmt der CDP eine Gesamtfläche von 19,1 km² ein, worunter 19,0 km² Land- und der Rest (0,41 %) Wasserflächen sind.

## Demographie
| Jahr | Einwohner¹ |
| ---- | ---------- |
| 1980 | 23.355     |
| 1990 | 20.882     |
| 2000 | 24.053     |
| 2010 | 35.803     |

Nach der Volkszählung von 2000 gab es in Parkland 24.053 Einwohner, 8.869 Haushalte und 5.782 Familien. Die Bevölkerungsdichte betrug 1261,8 pro km². Es gab 9.340 Wohneinheiten bei einer mittleren Dichte von 490 pro km².
Die Bevölkerung bestand zu 73,91 % aus Weißen, zu 8,07 % aus Afroamerikanern, zu 1,04 % aus Indianern, zu 6,64 % aus Asiaten, zu 1,81 % aus Pazifik-Insulanern, zu 2,06 % aus anderen „Rassen“ und zu 6,47 % aus zwei oder mehr „Rassen“. Hispanics oder Latinos „jeglicher Rasse“ bildeten 5,33 % der Bevölkerung.
Von den 8869 Haushalten beherbergten 32,6 % Kinder unter 18 Jahren, 45,8 % wurden von zusammen lebenden verheirateten Paaren, 14,1 % von alleinerziehenden Müttern geführt; 34,8 % waren Nicht-Familien. 26,3 % der Haushalte waren Singles und 7,4 % waren alleinstehende über 65-jährige Personen. Die durchschnittliche Haushaltsgröße betrug 2,55 und die durchschnittliche Familiengröße 3,05 Personen.
Der Median des Alters in der Stadt betrug 31 Jahre. 25 % der Einwohner waren unter 18, 16,9 % zwischen 18 und 24, 28,3 % zwischen 25 und 44, 19,7 % zwischen 45 und 64 und 10,1 65 Jahre oder älter. Auf 100 Frauen kamen 94,2 Männer, bei den über 18-Jährigen waren es 90,8 Männer auf 100 Frauen.
Alle Angaben zum mittleren Einkommen beziehen sich auf den Median. Das mittlere Haushaltseinkommen betrug 39.653 US$, in den Familien waren es 46.210 US$. Männer hatten ein mittleres Einkommen von 36.169 US$ gegenüber 27.036 US$ bei Frauen. Das Pro-Kopf-Einkommen betrug 18.649 US$. Etwa 10,6 % der Familien und 15,4 % der Gesamtbevölkerung lebte unterhalb der Armutsgrenze; das betraf 18,7 % der unter 18-Jährigen und 6,5 % der über 65-Jährigen.

## Bildung
Öffentliche Schulen in Parkland sind im Franklin Pierce School District organisiert. Im Oktober 2004 hatte der Bezirk insgesamt 7.942 Schüler und Studenten.
- Highschools:
  - Franklin Pierce High School – „Cardinals“
  - Washington High School – „Patriots“
- Mittelschulen:
  - Morris E. Ford Middle School – „T-Birds“
  - Keithley Middle School – „Kolts“
- Grundschulen:
  - Elmhurst Elementary – „Eagles“
  - Brookdale Elementary – „Bobcats“
  - Central Avenue Elementary – „Wildcats“
  - Christensen Elementary – „Cougars“
  - Collins Elementary – „Coyotes“
  - Harvard Elementary – „Hawks“
  - James Sales Elementary – „Pioneers“
  - Midland Elementary – „Mustangs“

Parkland beherbergt mit der Pacific Lutheran University auch ein privates College.